# Ley Federal de Reforma Agraria
Ley Federal de Reforma Agraria es una localidad del estado mexicano de Campeche. Es parte del municipio de Champotón.

## Toponimia
El nombre de la localidad hace referencia a la Ley Federal de Reforma Agraria de 1971.

## Demografía
| Gráfica de evolución demográfica |
|                                  |

| Censo | Población |
| ----- | --------- |
| 1980  | 1 893     |
| 1990  | 2 337     |
| 2000  | 2 421     |
| 2010  | 2 435     |
| 2020  | 2 896     |